# Grota (skała)

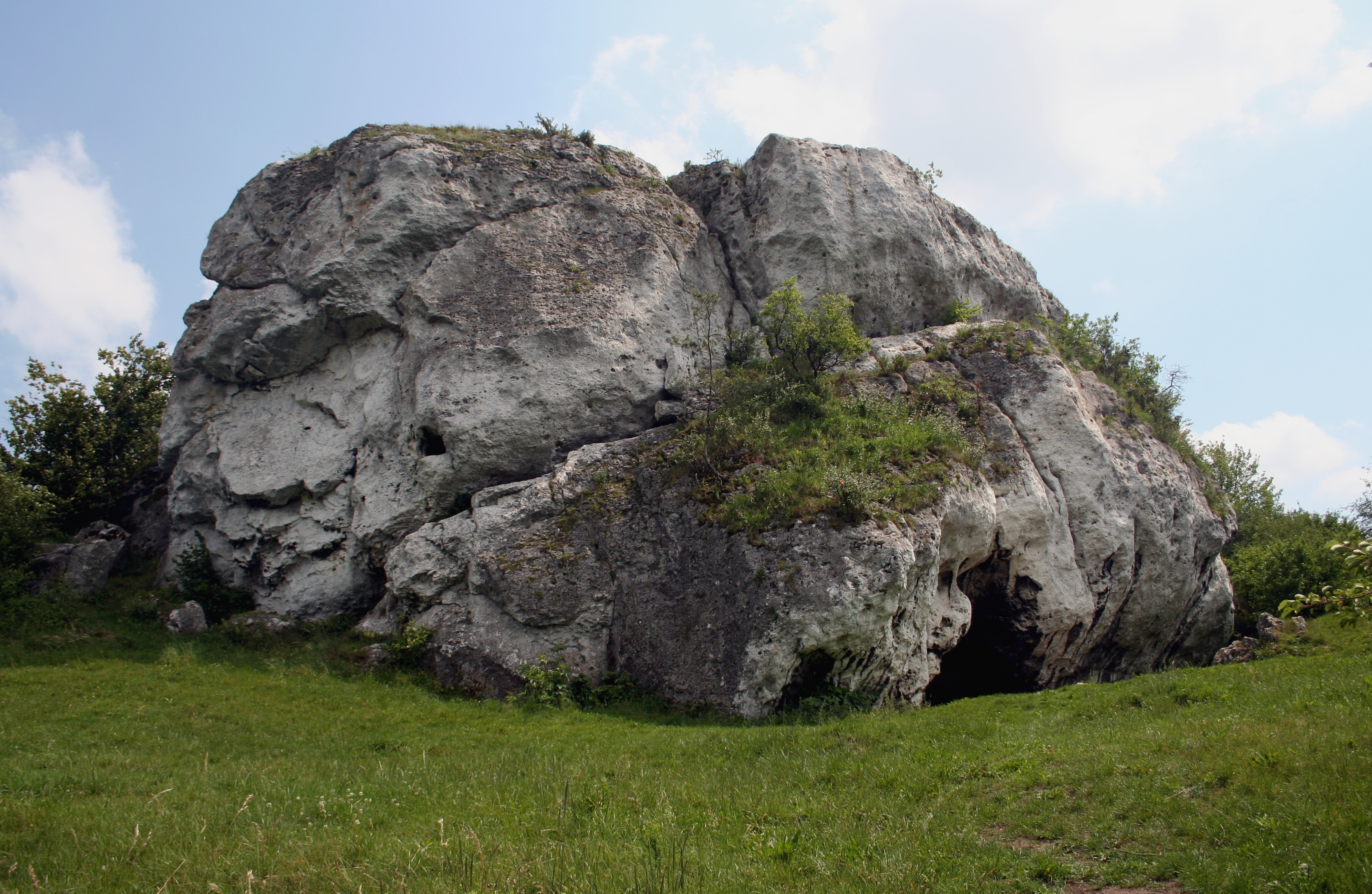
Grota od zachodu

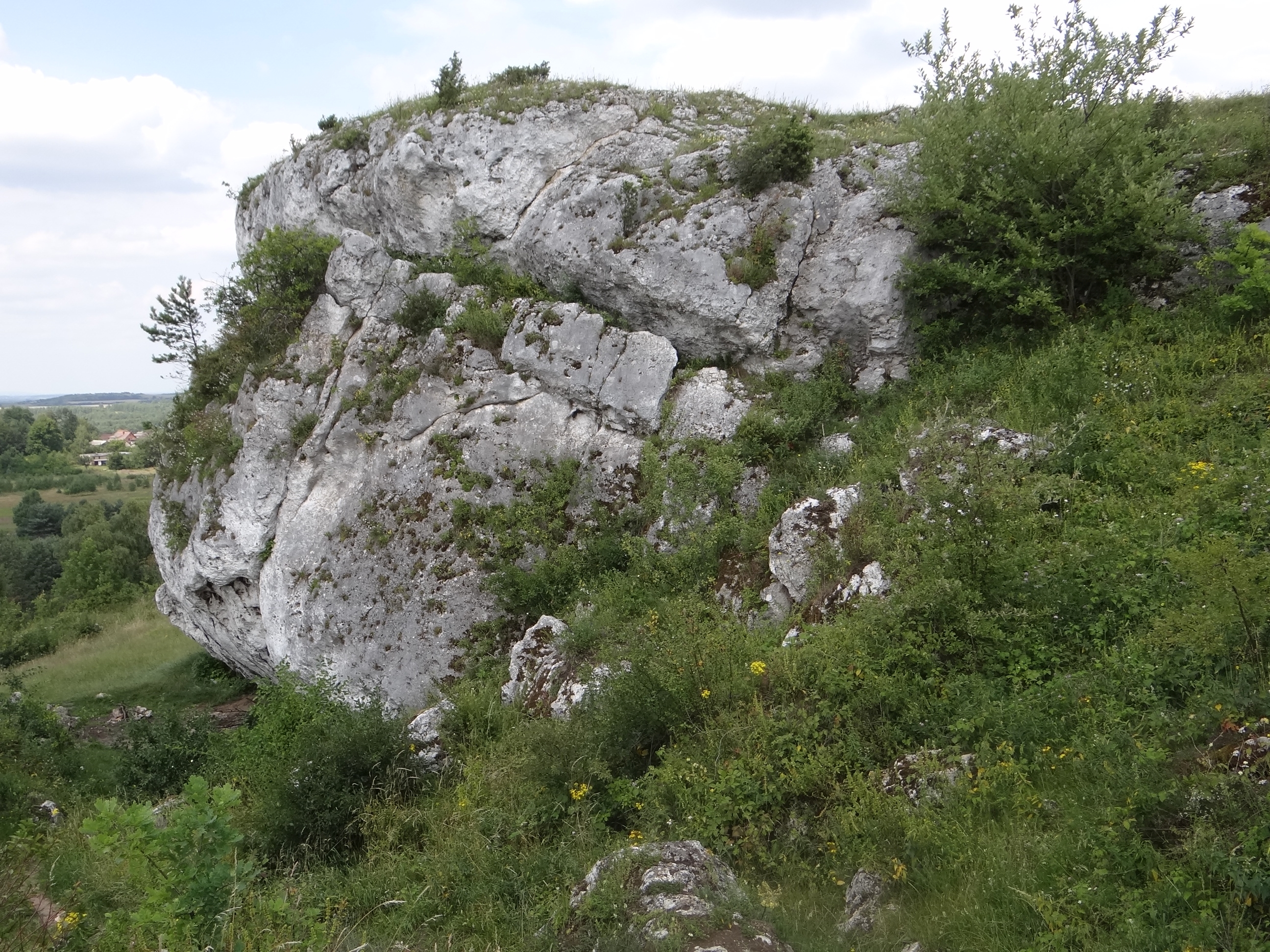
Grota od południa

Grota – skała w Górach Towarnych Dużych w miejscowości Olsztyn w województwie śląskim, w powiecie częstochowskim, w gminie Olsztyn. Jest jednym z wzgórz Wyżyny Mirowsko-Olsztyńskiej będącej częścią Jury Krakowsko-Częstochowskiej.
Zbudowana z wapieni skała jest jedną z dwóch wybitnych skał na tym wzniesieniu (drugą jest Płyta). Posiada połogie i pionowe lub przewieszone ściany o wysokości do 15 m. U zachodniej podstawy skały znajduje się duży otwór Jaskini Towarnej zwanej też Niedźwiedzią. Skała jest obiektem wspinaczki skalnej.

## Drogi wspinaczkowe
Wspinacze opisują ją jako Grota I, Grota II i poprowadzili na niej 16 dróg wspinaczkowych, jest też jeden projekt. Wszystkie mają zamontowane stałe punkty asekuracyjne: ringi (r), ringi zjazdowe (rz) lub dwa ringi zjazdowe (drz).

Grota I
1. Tatanka; 2r + rz, V, 10 m
2. Szczał w 10; 4r + rz, VI.2, 15 m
3. Szczękościsk; 4r + rz, VI.3, 15 m
4. Rysa; rz, V+, 15 m
5. Przez paszczę; 4r + rz, VI.1+, 15 m
6. 12 małp; 4r + rz, VI.1, 14 m
7. Żyrafy wchodzą do szafy; 3r + rz, VI+, 14 m
8. Pawiany na ściany; 3r + rz, V+, 14 m
9. Kominek; 1r, IV, 14 m[3].

Grota II
1. Odwieczna magia seksu; VI.2+, 12 m
2. Projekt; 2r, 14 m
3. Opera Nietopera; 5r + drz, VI.2+, 13 m
4. Rysa Nikodema; 5r + drz, VI.1+, 13 m
5. Wawelski; 5r + drz, VI.3+, 14 m
6. Roboty wysokościowe; 5r + drz, VI.3, 13 m
7. Bez nazwy; 1r 	VI.3, 13 m
8. Zalegalizować marihuanę; 4r + drz, VI.2+, 10 m[3].